# Så er der kaffe!
|  | Denne artikel er oprettet af botten PalnaBot ud fra en ekstern database. Den kan derfor have sproglige fejl eller mangler. Denne skabelon kan fjernes efter kontrol af indholdet. |

Så er der kaffe! er en dokumentarfilm instrueret af Jørgen Laurvig, Bent Erik Krøyer efter manuskript af Jørgen Laurvig, Bent Erik Krøyer.

## Handling
Kaffe er næst efter olie den vigtigste handelsvare i verden. En stor del af den kaffe vi drikker i Danmark kommer fra Mellemamerika, hvor kaffen ofte produceres under elendige forhold. At arbejde i kaffen er en ydmygelse, siger en af kvinderne i filmen. Filmen er produceret under en kaffehøst i Nicaragua, hvor kvinder og børn knokler 12-14 timer om dagen for en minimal løn.